# Crawfish Lake (Washington)

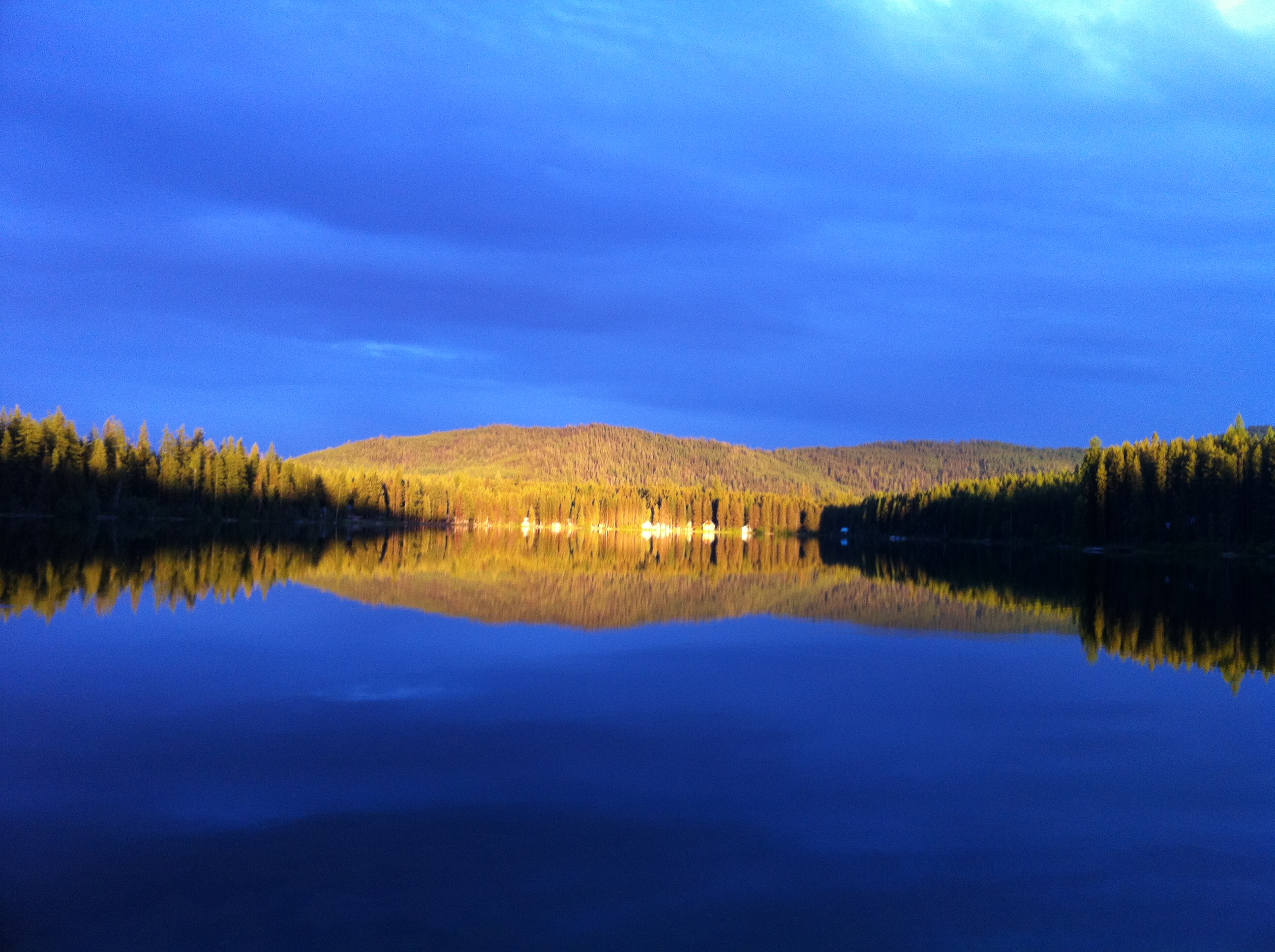
Der Crawfish Lake an einem Sommerabend

Der Crawfish Lake ist ein kleiner See, etwa 24 km nordöstlich von Omak im Okanogan County im US-Bundesstaat Washington. Der See hat eine Fläche von 32,37 ha und liegt auf 1.364 Metern Höhe. Der nordöstliche Teil des Sees grenzt an den Okanogan National Forest und die südliche Hälfte ist Teil der Colville Indian Reservation. Der Großteil der Grundstücke am Seeufer sind in Privatbesitz; im Nordosten gibt es einen Campingplatz des U.S. Forest Service. Seit 1996 ist der Motorbootverkehr auf dem See verboten. Die Hauptnutzungen auf dem See sind Angeln, Rudern, Kanu- und Kajakfahren sowie Schwimmen. Einst gab es im See viele Krebse, doch wurden sie vom Bundesstaat mit Gift bekämpft, um den natürlichen Schilfgürtel zu erhalten.